# Xã East Holman, Quận Osceola, Iowa
Xã East Holman (tiếng Anh: East Holman Township) là một xã thuộc quận Osceola, tiểu bang Iowa, Hoa Kỳ. Năm 2010, dân số của xã này là 1.198 người.